# Écurcey
Écurcey é uma comuna francesa na região administrativa de Borgonha-Franco-Condado, no departamento de Doubs. Estende-se por uma área de 7,43 km². Em 2010 a comuna tinha 275 habitantes (densidade: 37 hab./km²).